# 科氏翠蛛
科氏翠蛛（学名：Siler collingwoodi）为跳蛛科翠蛛属的动物。分布于缅甸、越南以及中国大陆的海南等地。该物种的模式产地在婆羅洲。